# Herinneringskruis 1939-1940 van de Burgerwacht van Rotterdam

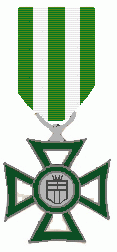
Kruis

Het Herinneringskruis 1939-1940 van de Burgerwacht van Rotterdam is een particuliere onderscheiding die in 1940 door de Burgerwacht werd ingesteld.
Bij de felle gevechten in Rotterdam en bij de Maasbruggen en het bombardement op Rotterdam was de Burgerwacht slechts beperkt ingezet. Pas na lang aarzelen was er een contingent vrijwilligers van de Burgerwacht toegevoegd aan de Rotterdamse Kantonnementstroepen. De Burgerwacht van Rotterdam kende op papier een sterkte van 4.000 man. Slechts enkele tientallen burgerwachten werden in mei 1940 werkelijk ingezet en ingedeeld.
Het kruis werd uitgereikt aan de leden van de Rotterdamse Burgerwacht die van 28 augustus 1939 tot en met 15 mei 1940 onder de wapenen waren. Het kruis werd aan de burgerwachten uitgereikt door de commandant, de luitenant-kolonel A.P.H. Boellaard. Aan het begin van de bezetting maakte de Duitse bezetter tegen dergelijke eerbewijzen nog geen bezwaar. Ook het Kapittel van de Militaire Willems-Orde bereidde op dat moment ongestoord de onderscheiding van dappere Nederlandse soldaten voor.
Het kruis is een particuliere onderscheiding. Het versiersel is een verzilverd Kruis van Malta en 35,6 millimeter hoog. De vier armen van het kruis zijn wit geëmailleerd met brede groene boorden. Groen en wit zijn de heraldische kleuren van Rotterdam. In het midden van het kruis is een rond medaillon aangebracht waarop, binnen een groene ring, het gekroonde wapen van de stad Rotterdam is geplaatst.
De keerzijde van het kruis is vlak met de inscriptie "1939 BURGERWACHT VAN ROTTERDAM 1940".
Men draagt het kruis aan een 37 millimeter breed lint met vijf gelijke banen groen, wit, groen, wit en groen op de linkerborst.